# Kamisu
Kamisu (Japans: 神栖市, Kamisu-shi) is een havenstad in de prefectuur Ibaraki op het eiland Honshu in Japan. De stad heeft een oppervlakte van 147,26 km² en medio 2008 bijna 94.000 inwoners. De rivier Tone stroomt van zuidwest naar zuidoost door de stad.

## Geschiedenis
Op 1 augustus 2005 werd de gemeente Kamisu een stad (shi) na samenvoeging met de gemeente Hasaki (波崎町, Hasaki-machi).

## Verkeer
Kamisu ligt aan de autoweg 124.

## Stedenbanden
- Eureka (Californië), Verenigde Staten, sinds 1991

## Geboren
- Mitsutoshi Furuya (1936), mangaka

## Aangrenzende steden

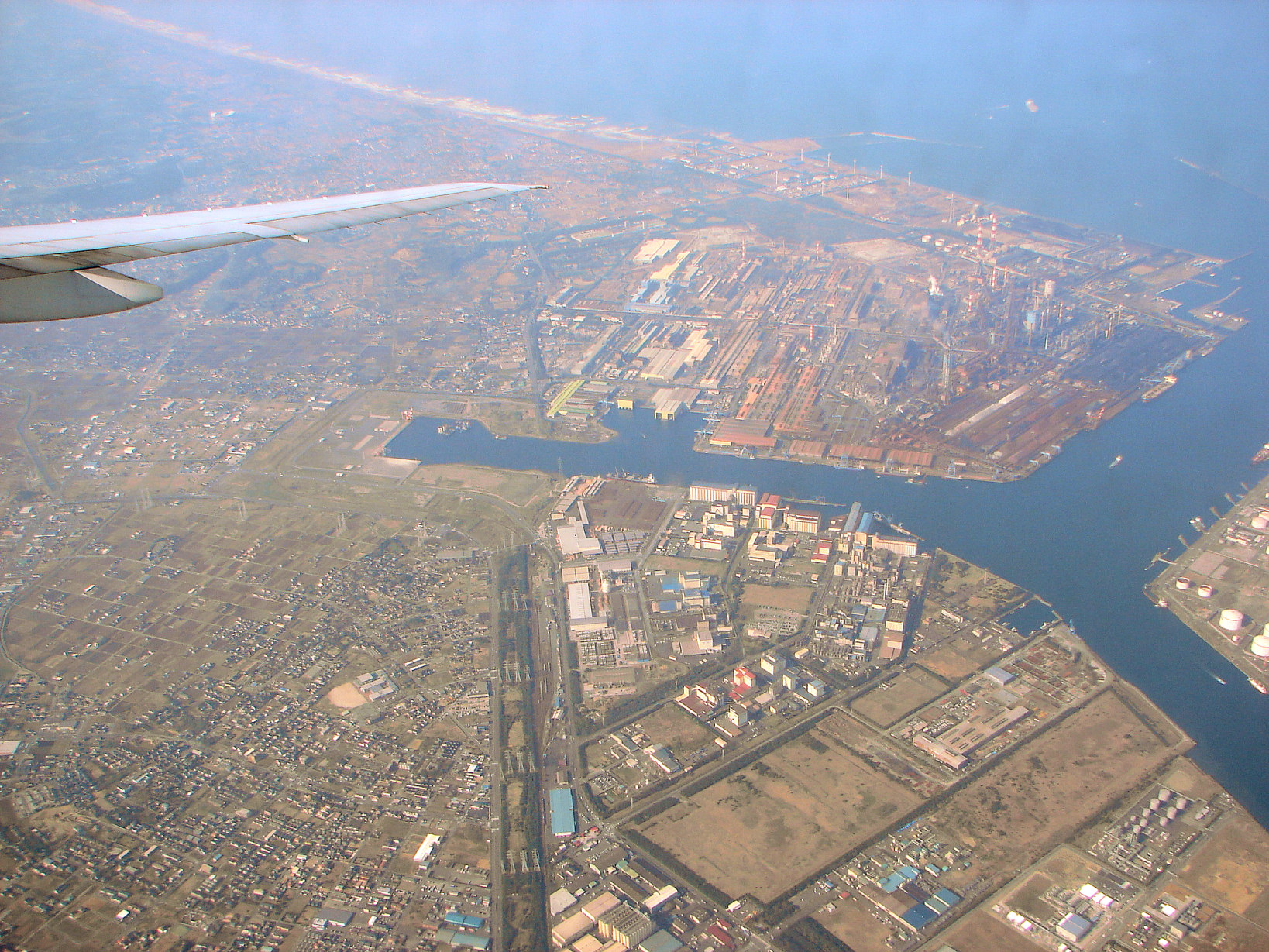
Haven en industrie van Kamisu

- Choshi
- Itako
- Kashima
- Katori